# Rådanefors
Rådanefors is een plaats in de gemeente Färgelanda in het landschap Dalsland en de provincie Västra Götalands län in Zweden. De plaats heeft 64 inwoners (2005) en een oppervlakte van 31 hectare.